# Cynoscion parvipinnis
Cynoscion parvipinnis es una especie de pez de la familia Sciaenidae en el orden de los Perciformes.

## Morfología
Los machos pueden llegar alcanzar los 69 cm de longitud total y 3.150 g de peso.

## Alimentación
Come principalmente peces pequeños.

## Hábitat
Es un pez de clima tropical y demersal (34°N-21°N, 118°W-108°W).

## Distribución geográfica
Se encuentra en el Pacífico oriental: desde el sur de California (los Estados Unidos) y la Bahía de Kino, Sonora (México) hasta Mazatlán (México) y el Golfo de California.

## Observaciones
Es inofensivo para los humanos.